# Lisa Graumlich
Lisa J. Graumlich ( /ˈɡrɒmlɪk/ GROM -lik; Toledo, Ohio, 1959) es un paleoclimatóloga estadounidense que estudia las interacciones entre el clima, los ecosistemas y los seres humanos. Es la decana inaugural de la Facultad de Medio Ambiente de la Universidad de Washington. Graumlich es miembro de la Asociación Estadounidense para el Avance de la Ciencia y la Sociedad Ecológica de América, y es presidenta electa de la Unión Geofísica Estadounidense.

## Educación y carrera temprana
Graumlich es de Toledo, Ohio. Estudió Botánica en la Universidad de Wisconsin-Madison, donde obtuvo una licenciatura en 1975 y una maestría en Geografía. Obtuvo un doctorado en 1985 de Forest Resources en la Universidad de Washington. Graumlich trabajó con Margaret Davis como becaria posdoctoral en la Universidad de Minnesota en 1986. Se unió a la Unión Americana de Geofísica en 1992.

## Investigación
Graumlich fue pionera en el uso de la dendrocronología para comprender los impactos del cambio climático en los ecosistemas de montaña. Su carrera académica comenzó en la Universidad de California en Los Ángeles como profesora asistente en el Departamento de Geografía. Mientras estaba en la UCLA, inició una serie de estudios en Sierra Nevada para estudiar los pinos cola de zorra que continuó cuando se unió al Laboratorio de Investigación de Anillos de Árboles en la Universidad de Arizona.
El trabajo de Graumlich ha variado desde un examen del impacto del dióxido de carbono en el crecimiento de árboles subalpinos hasta una reconstrucción de la temperatura y precipitación de la Sierra Nevada de hace 1000 años. Graumlich descubrió que entre el 1000 y 1375 hubo altas temperaturas de manera constante, una de las expresiones importantes de la llamada Anomalía del Clima Medieval en California. En colaboración con la Profesora Andrea Lloyd en Middlebury College, Graumlich documentó 1000 años de cambios en la línea de árboles en Sierra Nevada, y señaló que la respuesta de las líneas de árboles de gran altura al calentamiento global dependerá del suministro de agua. Junto con el profesor Andy Bunn de la Western Washington University, pudo refinar el papel fundamental de la topografía en la mediación de las relaciones temperatura-crecimiento en los bosques de gran altitud. El registro paleoclimático pone en contexto el siglo XX. Por ejemplo, descubrió que entre 1937 y 1986 el Oeste de Estados Unidos experimentó un clima significativamente húmedo. El tiempo se corresponde con los mejores años de inmigración a los estados 'dorados'.
Graumlich y el profesor Paul Sheppard, de la Universidad de Arizona, fueron los primeros científicos norteamericanos en colaborar con científicos chinos de anillos de árboles para establecer registros a largo plazo de la variabilidad climática en el oeste de China. El análisis de núcleos de enebros antiguos y madera arqueológica reveló años relativamente secos durante 74-25 a. C, 51-375 dC, 426-500, 526-575, 626-700, 1100-1225, 1251-1325, 1451-1525, 1651 –1750 y 1801–1825. Los períodos con un clima relativamente húmedo ocurrieron durante los años 376–425, 576–625, 951–1050, 1351–1375, 1551–1600 y el presente. Una característica clave del registro de precipitaciones es una relación aparentemente directa entre la variabilidad interanual de las precipitaciones y la temperatura, por lo que un mayor calentamiento en el futuro podría provocar un aumento de las inundaciones y las sequías.
Como reflejo de su compromiso con la investigación y el aprendizaje interdisciplinario, Graumlich fue nombrada directora inaugural del Instituto para el Estudio del Planeta Tierra en la Universidad de Arizona. Graumlich se mudó a la Universidad Estatal de Montana en 1998, donde se desempeñó como directora del Mountain Research Center y directora ejecutiva del Big Sky Institute. Mientras estaba en MSU, continuó su investigación sobre los anillos de árboles mientras ampliaba su trabajo para incorporar de manera más explícita las interacciones humanas. En 2006 publicó Sustainability or Collapse? Una historia integrada y el futuro de las personas en la Tierra con MIT Press. El libro cubrió la civilización Maya, el Imperio Romano y El Niño.
En 2007, Graumlich regresó a la Universidad de Arizona para dirigir la Escuela de Recursos Naturales y Medio Ambiente. Su investigación se concentró en el cambio climático y la gestión de los recursos naturales, en particular las sequías graves y persistentes. Continuó enfocándose en los impactos de las sequías severas y persistentes en el oeste de los Estados Unidos, incluyendo estudios de mortalidad de árboles a gran escala.
Graumlich fue nombrado decano inaugural de la Facultad de Medio Ambiente de la Universidad de Washington Es profesora "Mary Laird Wood" en la Universidad de Washington. Aquí ha nombrado a Sally Jewell como miembro distinguido de la Facultad de Medio Ambiente y presidenta del consejo asesor de EarthLab.
En 2010, testificó ante el Comité Selecto de Representantes de la Cámara de los Estados Unidos sobre Independencia Energética y Calentamiento Global. Presentó evidencia de datos de anillos de árboles que demostraron que a fines del siglo XX el mundo era el más cálido que había sido durante los últimos 1000 años. Formó parte del panel de investigación de Lord Oxburgh que estudió la controversia por correo electrónico de la Unidad de Investigación Climática con la Universidad de East Anglia. Ha escrito para el Huffington Post. En 2017 fue elegida miembro de la junta directiva de la Unión Americana de Geofísica.
Graumlich ha estado comprometida toda su carrera con el aumento de la diversidad, la equidad y la inclusión en STEM. En la Universidad de Washington, trabaja con la Iniciativa de Raza y Equidad del Presidente para mejorar la cultura académica y combatir el racismo y las inequidades, tanto individuales como institucionales, que persisten en el mundo académico y en toda nuestra sociedad. Graumlich es activa sobre la necesidad de acoger y apoyar a los científicos y estudiantes LGBTQIA, y es miembro de 500 Queer Scientists.

## Premios
- 2004 Miembro de la Asociación Estadounidense para el Avance de la Ciencia[30]
- 2013 Miembro de la Sociedad Ecológica de América[31]

## Vida personal
Graumlich vive en Seattle con su esposa, quien es matemática, y sus dos hijas. En Seattle, es miembro de la junta directiva del Woodland Park Zoo y del Seattle Aquarium.